# Neudorf (Luxemburg)
Neudorf (Luxemburgs: Neiduerf) is een plaats in het noordoosten van de stad Luxemburg. Samen met Weimershof vormt het stadsdeel Neudorf-Weimershof.

## Geografie
Vanaf Clausen strekt Neudorf zich uit over een lengte van ongeveer 2 km rechts en links van de Rue de Neudorf (N1, "Träerer Straße"), tot aan de grens met de gemeenten Niederanven en Sandweiler.

## Geschiedenis
Peter Ernst I van Mansfeld werd in 1545 benoemd tot gouverneur van de provincies Luxemburg en Namen. Hij bouwde in de Luxemburgse voorstad Clausen La Fontaine, een paleis met langs de oever van de Alzette een park met dieren- en wildverblijf. Na zijn dood in 1604 raakte dat geleidelijk in verval. Mensen uit de buurt sloopten de bouwwerken om de stenen te gebruiken voor eigen huizen op de locatie van de dierentuin. Toen in 1794 Franse troepen de stad Luxemburg naderden liet de stadscommandant de huizen slopen, om te voorkomen dat de vijand langs die weg de vesting Luxemburg zou binnendringen. De bewoners kregen verderop nieuwe grond toegewezen in wat 'Neydîerfchen' (Neudorf, 'nieuw dorp') ging heten.
In 1845 kreeg Neudorf een eigen schoolgebouw, in 1852 werd de weg door het dorp uitgebreid tot de N1. In 1864 vestigde Henri Funck zijn brouwerij in Neudorf.
Neudorf behoorde met Weimershof en Tavion tot de gemeente Eich, die per 1 juli 1920 bij de stad Luxemburg werd gevoegd.

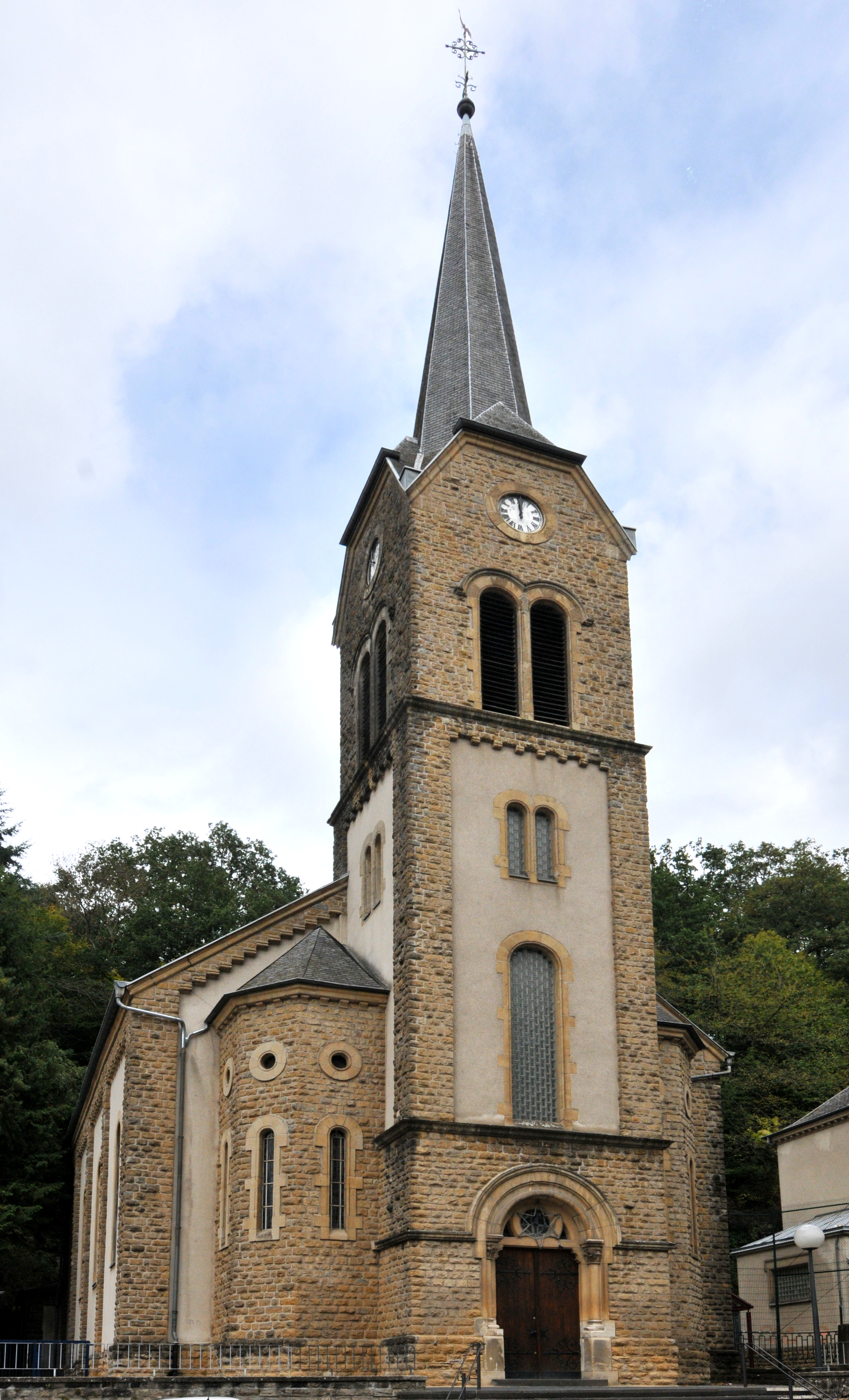
Kerk Saint-Henri (1901)
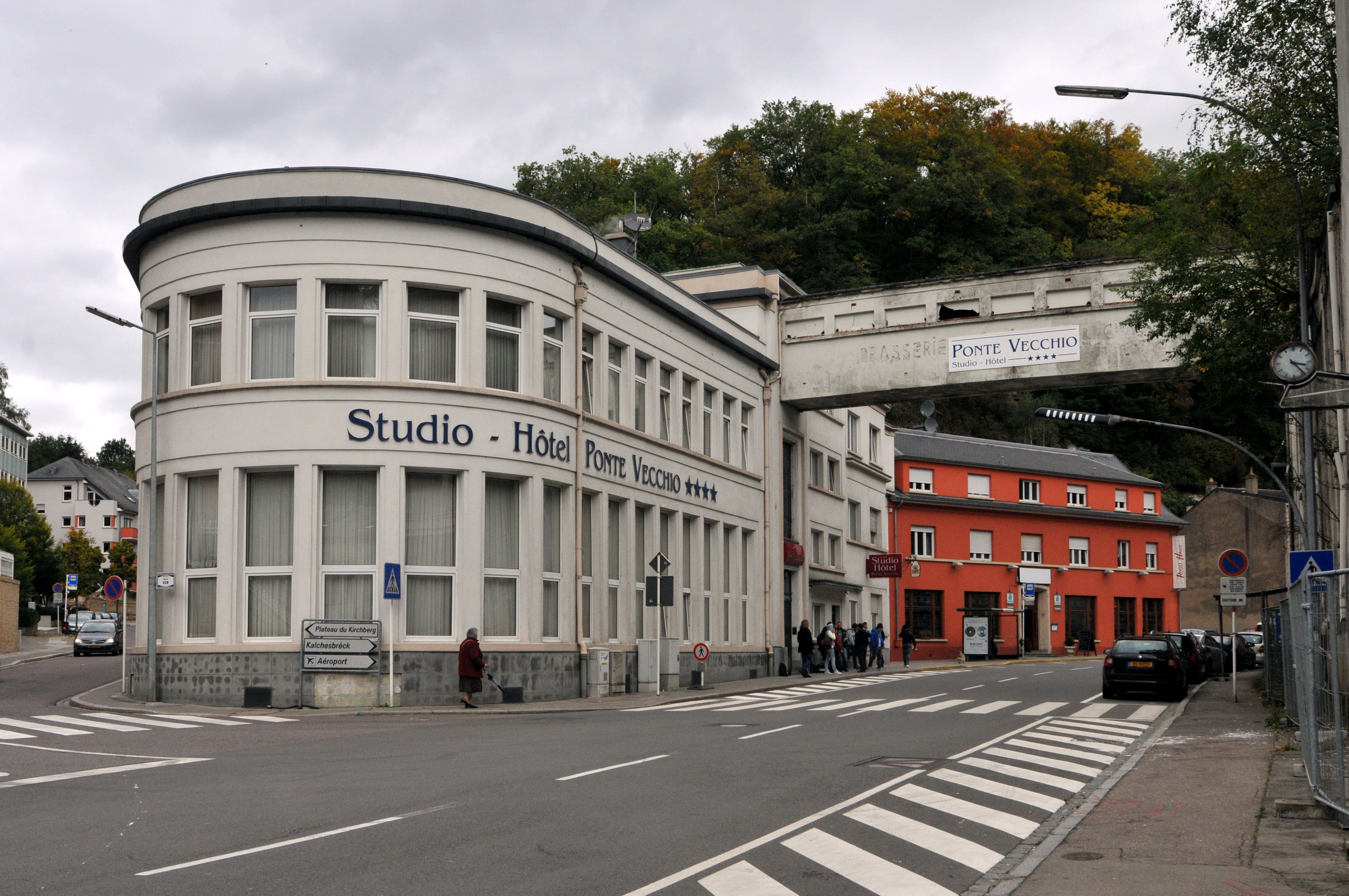
Deel van de voormalige brouwerij Henri Funck
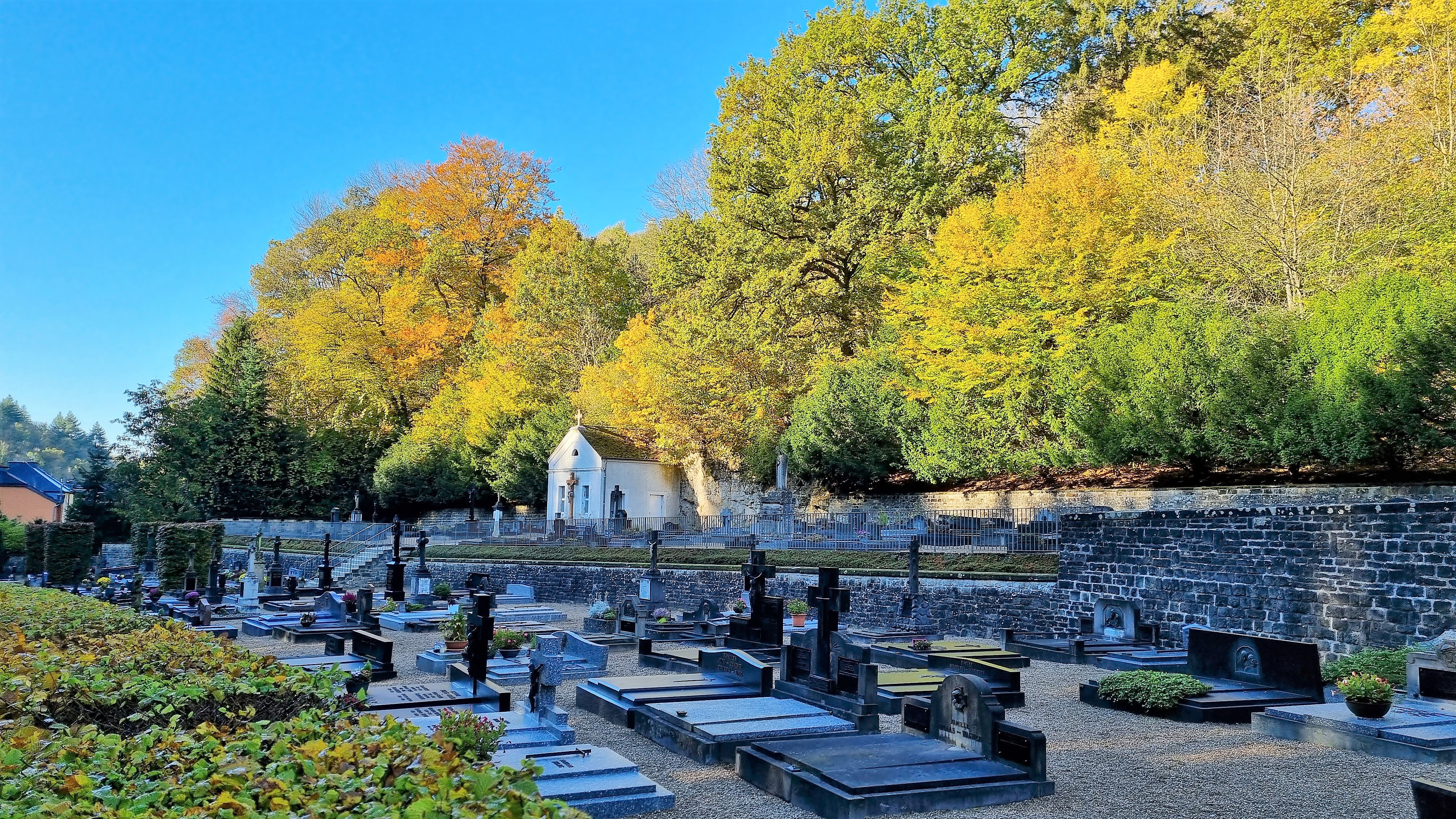
Begraafplaats

## Geboren
- Jean Curot (1882-1954), beeldhouwer, kunstschilder, tekenaar en ontwerper